# Вуич, Иван Афанасьевич
Иван Афанасьевич Вуич (1785—1821) — полковник, герой войн против Наполеона.

## Биография
Родился в 1785 году. Происходил из дворян Бахмутского уезда Новороссийской губернии.
Поступил на службу 2 июня 1799 года в Таганрогский гарнизонный батальон унтер-офицером и 16 июня того же года произведён в подпрапорщики, затем 26 февраля 1803 года переведён в Суздальский пехотный полк, где 14 июля того же года произведён в портупей-прапорщики, а из него 13 июня 1804 года в Уланский Его Императорского Высочества Цесаревича полк, 23 сентября 1804 года произведён в корнеты.
В составе Уланского Цесаревича полка он участвовал в походе 1805 года в Австрию и находился в сражении при Аустерлице.
В следующем 1806 году он сражался против французов в Восточной Пруссии и участвовал в сражениях при Гуттштадте, реке Пасарге, Гейльсберге и Фридланде. За оказанное в этом последнем сражении особое мужество он был 20 мая 1808 года пожалован золотой саблей с надписью «За храбрость», при рескрипте за собственноручной подписью императора Александра I. 23 октября 1807 года произведён в поручики.
12 декабря 1810 года получил чин штабс-ротмистра.
В Отечественную войну 1812 года Вуич вместе со своим полком находился во многих сражениях против французов и соединённых с ними войск: под Вильно, при Довигоне, при переправ через Дисну, при Бабиновичах, под Витебском, Смоленском, при селе Бредихине, Колодном, под Бородиным, при Чернишне и Вяземе, около Тарутина, под Малоярославцем, где получил пулевое ранение в ногу, под Вязьмой и при Красном, где контужен в ногу картечью и где полком были взяты неприятельский орёл, шесть орудий, отбит многочисленный обоз и взято в плен до 400 человек.
В сражении при Чернишне, Вуич первый бросился на неприятеля, причём изрубил двух офицеров, за что был пожалован орденом св. Владимира 4-й степени с бантом. В сражении под Красным он, командуя своим эскадроном, врубился в каре, за каковой подвиг был пожалован орденом св. Анны 2-й степени.
В Заграничном походе Вуич находился в сражениях под Люценом, при Гевальдгейме, Бауцене, под Дрезденом и при Кульме, где участвовал в атаке, во время которой были истреблены без остатка на левом фланге сильные неприятельские колонны; за это сражение Вуич был награждён прусским знаком отличия Железного креста и алмазными знаками на орден св. Анны 2-й степени. 20 февраля 1813 года произведён в ротмистры.
Далее находился в сражении при Лейпциге и бое под Бутельштетом, во время которого Вуич получил контузию в правое плечо пулей (за эти два дела он награждён орденом св. Владимира 3-й степени); отсюда неприятель был преследуем до Франкфурта, а затем в Швейцарию до Рейна, к Базелю.
Переправившись через Рейн во Францию, Вуич был в сражениях под Бриенном, при Монмирале и Сезане, при деревне Сомпюи, где полком во время атаки арьергарда маршала Макдональда было взято 20 орудий и до 400 человек в плен. В этом последнем деле Вуич снова был контужен в ногу. В бывшем вслед затем сражении при Фер-Шампенуазе лейб-гвардии Уланский полк в атаках на кавалерию и пехоту, в присутствии императора Александра I, нанёс неприятелю совершенное поражение, причём было взято 60 орудий и большое число пленных. За подвиги, оказанные в этом сражении, Вуич 13 марта 1814 года был награждён орденом св. Георгия 4-й степени (№ 2872 по кавалерскому списку Григоровича — Степанова), баварским орденом св. Максимилиана и прусским Pour le Mérite.
Завершил свою боевую деятельность участием во взятии Парижа в 1814 году.
В 1819 году Вуич в чине полковника был уволен в отставку и скончался в 1821 году